# Georgiens parlament
Georgiens parlament (Georgisk: საქართველოს პარლამენტი) er Georgiens lovgivende forsamling. Forsamlingen består af et kammer, og har 150 medlemmer, 77 valgt som folkevalgte repræsentanter, og 73 valgt i enkelt-valgkredse. Alle medlemmer af parlamentet vælges for en fireårig periode. Siden maj 2012 har parlamentet mødtes i den nye parlamentsbygning i Kutaisi. Siden oktober 2012 har formanden for parlamentet været David Usupashvili.